# 大齿滇巴豆
大齿滇巴豆（学名：Croton yunnanensis var. megadontus）为大戟科巴豆属下的一个变种。

## 扩展阅读
- 維基物種上的相關：大齿滇巴豆